# Cortes de Barcelona (1701)

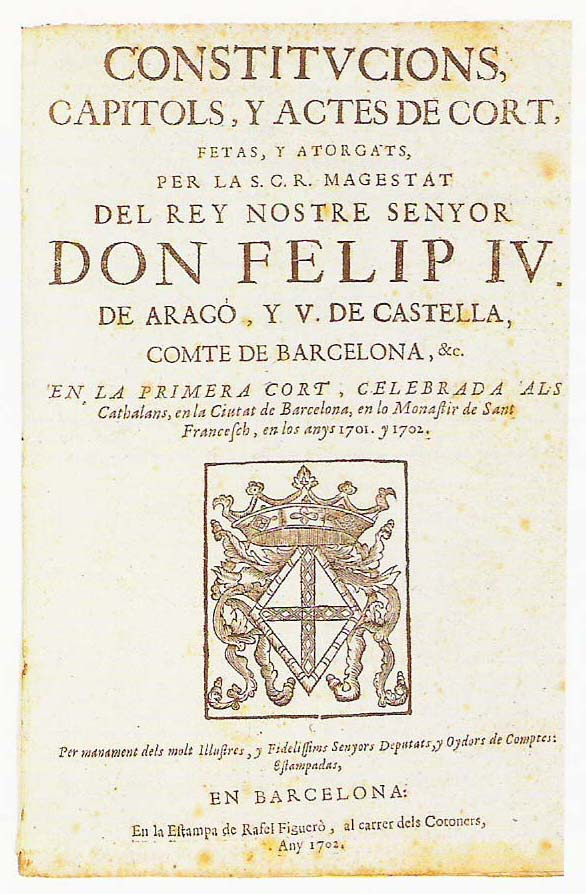
Publicación por mandato de la Generalidad de Cataluña de las Constituciones, Capítulos y actos de corte que fueron aprobadas en las Cortes catalanas de 1701-1702

Las Cortes de Barcelona de 1701 fueron las Cortes Catalanas presididas por el rey Felipe V cuyas sesiones se abrieron el 12 de octubre de 1701 y se clausuraron el 14 de enero de 1702 y que tuvieron lugar en el convento de San Francisco de Barcelona. Coincidieron con el inicio de la guerra de sucesión española.

## Antecedentes
En su testamento Carlos II nombró a Felipe de Borbón, duque de Anjou y nieto del rey Luis XIV de Francia, como su sucesor. En Cataluña la forma como se resolvió la cuestión sucesoria de Carlos II había abierto un debate entre los constitucionalistas, quienes defendían que las Cortes de los estados de la Corona de Aragón deberían reunirse para aprobar la sucesión -eran los que el austracista Francesc de Castellví de la época llamó «celantes», esto es, «afectos a la conservación de las leyes y amantes de la quietud pública y mayor bien de la patria»-, y los regalistas, seguidores del «partido del ministerio de Madrid» que aceptaban el testamento de Carlos II. 
En enero de 1701, un mes antes de llegar a Madrid para ocupar el trono, Felipe V anunció la celebración de Cortes en Cataluña, tras la jura de las constituciones catalanas, ya que por consejo de su abuelo Luis XIV eso le aseguraría la tranquilidad necesaria para asentarse en el trono.

Había que hacer ver a aquellos pueblos de naturaleza inquieta y celosos de sus privilegios que no tenía intención de suprimirlos
Alfred Baudrillart

No obstante, causó cierta inquietud entre las instituciones catalanas la sustitución como virrey del príncipe de Darmstadt, que gozaba de gran popularidad en Cataluña por su implicación en la pasada guerra contra Francia (guerra de los Nueve Años, 1689-1698), por Luis Portocarrero,  conde de Palma y sobrino del cardenal Portocarrero —presidente de la Junta de Gobierno que asumió el poder entre la muerte de Carlos II el 1 de noviembre de 1700 y la llegada a Madrid de Felipe de Anjou a principios de febrero del año siguiente—, dado que era ilegal según los privilegios y costumbres del territorio hasta la jura de los fueros por el rey. Sin embargo, según Joaquim Albareda, "no aparecieron indicios de oposición al nuevo rey".
Nada más llegar a Barcelona, Felipe V juró las constituciones catalanas el 4 de octubre de 1701 y el día 12 de octubre abrió las sesiones de las Cortes Catalanas: el brazo eclesiástico estaba presidido por el arzobispo de Tarragona, Josep Llinàs i Aznar, el brazo militar, por el marqués de Anglesola, y el brazo real por el conseller en cap, Josep Company. Durante los días siguientes se llevó a cabo la habilitación de los representantes de los tres brazos y la elaboración de los documentos que recogieran los acuerdos de cada uno de ellos para ser negociados con los representantes del rey. Mientras esperaba a que concluyese el proceso Felipe marchó a Figueras para recibir a su esposa, María Luisa Gabriela de Saboya, cuyos matrimonio fue confirmado en Barcelona por el patriarca de las Indias, Pedro Portocarrero, el 3 de noviembre.

## Asuntos tratados
Los temas más candentes planteados por los tres brazos fueron el alojamiento de tropas y las contribuciones al ejército del rey. Se trataba de problemas que se arrastraban a lo largo del siglo XVII —que habían sido uno de los motivos de la Guerra de los Segadores— y que había provocado la Revuelta de los Barretines (1687-1689).
Otro tema de capital importancia para las instituciones catalanas era la intervención del rey en los procesos insaculatorios para la elección de la Generalidad de Cataluña y del Consejo de Ciento de Barcelona, que había sido impuesta por Felipe IV (Felipe III en Aragón) tras la Guerra de los Segadores, concretamente en 1652 y 1654 respectivamente. Mediante dicha intervención el monarca podía seleccionar las personas que podían ser escogidas para gobernar en los dichos dos Comunes de Cataluña. Este fue un punto innegociable para el nuevo monarca, lo que generó muchas tensiones entre los representantes de los brazos y los oficiales reales. La importancia de esta última regalía fue destacada por el felipista Josep de Alós en 1706, después de que triunfara la sublevación austracista en Cataluña:

Ésta era la única cosa que tenía el rey en la Ciudad y Deputación de autoridad y medio, para que no fuesen tan fáciles estos Comunes en formar empeños contra los intereses y la soberanía de la real dignidad, pensando sus individuos que tenía el rey en su mano quitarles la conveniencia de aquellos oficios, si bien es verdad que esto no ha bastado para no entrar estos Comunes en gravísimos empeños, de los cuales han nacido tan malas consecuencias

Como los debates se alargaban, dado que el rey quería obtener el máximo donativo y ventajas con el mínimo de concesiones, el 10 de diciembre el rey dio un ultimátum amenazando con la entrada de tropas francesas y castellanas si los representantes de los tres brazos no aceptaban sus propuestas. Entonces el caballero Pere Torrelles de Sentmenat presentó un disentimiento apoyado por veinte miembros del brazo real, por lo que paralizaba la reunión de las Cortes, y por tanto impedía al rey recibir donativo alguno.
Ante la ausencia del donativo así como el perjuicio en el prestigio del monarca que le supondría la falta de entendimiento político, el rey se avino a negociar y atender las propuestas de los brazos excepto el derecho de insaculación.
Por su parte el virrey Conde de Palma presentó un escrito al rey aconsejándole que no clausurara las Cortes, lo que supondría que nada de lo acordado tendría valor legal, argumentando que los representantes de los brazos se habían extralimitado en sus exigencias y el donativo que ofrecían era escaso, lo que fue inmediatamente respondido por las instituciones catalanas con la defensa del pactismo y del constitucionalismo:

En las Cortes se disponen justísimas leyes con las cuales se asegura la justicia de los reyes y la obediencia de los vasallos. Se tratan puntos de justicia y otros muy importantes al buen estado y aumento de las coronas.

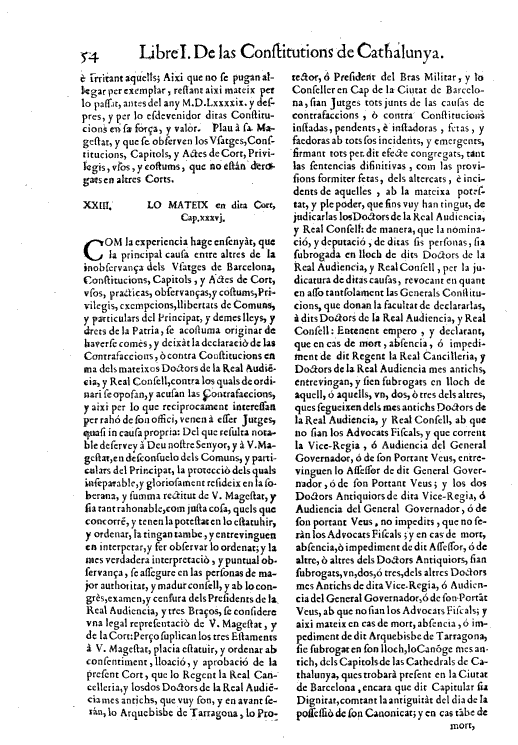
Libro I de las Constituciones de Cataluña, Capítulo de corte XXXVI:
«XXIII EL MISMO [en referencia a Felipe V], en la dicha Corte [de 1701-1702]. Capítulo XXXVI. Como la experiencia ha enseñado sobre las demás que la inobservancia de los Usajes de Barcelona, Constituciones, Capítulos y Actos de Corte, usos, prácticas, observancias, y costumbres, Privilegios, exenciones, libertades de Comunes, y particulares del Principado, y demás leyes, y derechos de la Patria, se acostumbra a originar de haberlas cometido, y dejado a declaración de las Contrafacciones, o contra Constituciones, en los mismos Doctores de la Real Audiencia [..]»

Ante el temor de perder todo lo obtenido y tras largas discusiones, el disentimiento fue retirado, y finalmente las Cortes se clausuraron el 14 de enero de 1702, con la aprobación previa de un donativo al rey de un millón y medio de libras —que al virrey conde de Palma le pareció demasiado reducido—. No obstante, el verdadero problema estribó en la forma de recaudación, que se estableció a través del estanco del tabaco o  el repartimiento entre los «fogatges»
El rey hizo importantes concesiones aunque el monarca no cedió en la cuestión de los alojamientos, aunque como la regularización de los alojamientos de tropas en Cataluña obligándolos a permanecer en las ciudades a guarnecer y sometidos a la jurisdicción ordinaria y a impuestos municipales, ni tampoco cedió en el del control de la insaculación, aunque nadie podría ser extraído de la bolsa sin causa o sentencia justificada de desinsaculación. Otros capítulos de corte aprobados fueron:
- La nulidad de todos los actos de gobierno central desde 1599 contrarios a las Usatges y Constituciones del Principado y declararon la vigencia de aquellas que no hubiesen sido derogadas explícitamente en Cortes.
- La reimpresión de los tres volúmenes de las constituciones catalanas.
- El cumplimiento de la Usatge de Aucthoritate et rogatu por la que nadie podía ser condenado sin haber sido oído.
- La creación de un nuevo tribunal encargado de juzgar las contrafacciones —transgresión de las leyes—.
- La asignación a naturales de Cataluña de beneficios eclesiásticos excepto para cuatro cargos designados tanto por el arzobispo de Tarragona como por el obispo de Urgel.
- La asignación de catalanes de plazas en Italia: una plaza en el consejo de santa Clara de Nápoles y otra en el magistrado extraordinario de Milán.
- El establecimiento de un turno rotatorio entre aragoneses, catalanes y valencianos en el cargo de protonotario de la Corona de Aragón.
- Se reiteraron las leyes referidas a la jurisdicción del Santo Oficio.
- Se reiteraron las disposiciones correspondientes a la expulsión de los gitanos.
- Los empleados públicos estarían sometidos a la jurisdicción ordinaria y debería pagar los impuestos municipales,
- La restitución de fraudes cometidos por la entrada de telas y otros productos sin pagar los derechos correspondientes, con la excusa de hallarse destinados a la familia real o al ejército.
- Erigir una casa de puerto franco en Barcelona, y el permiso para enviar cada año dos barcos catalanes a América.
- Libre exportación de vinos, aguardientes y productos agrícolas a puertos españoles de la península ibérica sin recargo.

## Balance
Tanto para Felipe V como para los catalanes el balance de las Cortes fue positivo. De las constituciones y capítulos de corte aprobados en las Cortes, el pactismo salió fortalecido, y hasta incluso un destacado austracista como Feliu de la Peña reconoció lo favorable y beneficioso de las mismas. Por el contrario, hubo felipistas como el marqués de san Felipe que vieron los resultados de las cortes desde una óptica regalista como una mera confirmación y adición de privilegios sin que ello repercutiese en un adecuado donativo (además de considerar a los catalanes como insolentes).
Un balance de lo sucedido en las Cortes lo ofrece el enviado francés, conde Marcin:

Los catalanes, como todos los Pays des États, piden siempre el máximo de ventajas que pueden, entre las que se hallan muchas cosas razonables y que no procuran otra cosa que el bien del gobierno y de la policía del país. Hay otras que parecen afectar la autoridad del rey, pero que, en el fondo, no tienden más que a corregir los abusos que la autoridad de los virreyes y los ministros castellanos han establecido en esta provincia desde que no se han concluido Cortes, hace doscientos años [sic]. Los castellanos, por su parte, tienen una aversión insuperable hacia los catalanes. Creen ser los únicos buenos súbditos del rey de España y se imaginan que cuando su Majestad tiene motivo para estar contenta con los otros es en perjuicio suyo, porque quieren ser los únicos poseedores de todos los empleos y dignidades de los países dependientes de la monarquía española

## Clausura
El 14 de enero de 1702, el rey Felipe V volvió a renovar el juramento a las constituciones de Cataluña y volvió a recibir el la fidelidad de sus súbditos, y clausuró las Cortes. Además, como recompensa a los servicios prestados y para acercar a catalanes a la Corona, concedió catorce títulos de nobleza, veinte privilegios de nobleza, y nombró veinte caballeros y veinte ciudadanos honrados, y también concedió naturalizaciones como catalanes, como el caso de Antonio de Ubilla, el secretario del Despacho Universal, no obstante, Pere Senmenat y Torrelle, que había encabezado el disentimiento en las Cortes rechazó el título de marqués.
Mientras se celebraban las Cortes comenzó la guerra de sucesión española por lo que tras su clausura, Felipe V (IV en Aragón) embarcó en Barcelona el 8 de abril de 1702 hacia el reino de Nápoles despidiéndose en buenos términos con las instituciones catalanas y barcelonesas, y el día 10, la reina partió hacia Zaragoza y el conde de Palma juró como virrey de Cataluña.